# Zamek w Zaborze
Zamek w Zaborze – zabytkowy zamek w Zaborze  – wsi w Polsce,  w województwie lubuskim, w powiecie zielonogórskim, w gminie Zabór. Obiekt leży w Niecce Zaborskiej, w pobliżu Jeziora Zaborskiego, około 5 km od rzeki Odry, wśród kompleksów leśnych.

## Historia
Barokowy zamek (pałac) przebudowany został w latach 1745 i 1957. Od XVIII w. własność hrabiów Cosel, potem książąt na Siedlisku: Johanna Carla ks. von Schönaich-Carolath, żonatego z Johanną Wilhelminą ks. Anhalt-Köthen, i ich młodszego syna Ferdinanda (ur. 1763). Ostatnią właścicielką pałacu przed II wojną światową była druga żona ostatniego cesarza Niemiec, Wilhelma II Hohenzollerna, Hermina, mieszkająca w pałacu do 1922 i po śmierci cesarza do kwietnia 1945. Od 1956 w pałacu mieściło się prewentorium przeciwgruźlicze dla dzieci, od 1976 – Sanatorium Dziecięce, a od 1998 – Centrum Leczenia Dzieci i Młodzieży. Zamek wraz z folwarkiem, w skład którego wchodzą: trzy oficyny, oficyna (obecnie szkoła), stajnia (obecnie hotel), kostnica, szklarnia, dwa budynki gospodarcze oraz parkiem stanowi zespół zamkowy.

## Architektura
Nad głównym wejściem w kartuszu herby: rodziny Schönaich-Carolath (po lewej) oraz komplikacja herbów (po prawej, m.in.: w centralnym polu tarczy oraz w prawym górnym polu herb Saksonii, grafa von Schlabrendorfa).

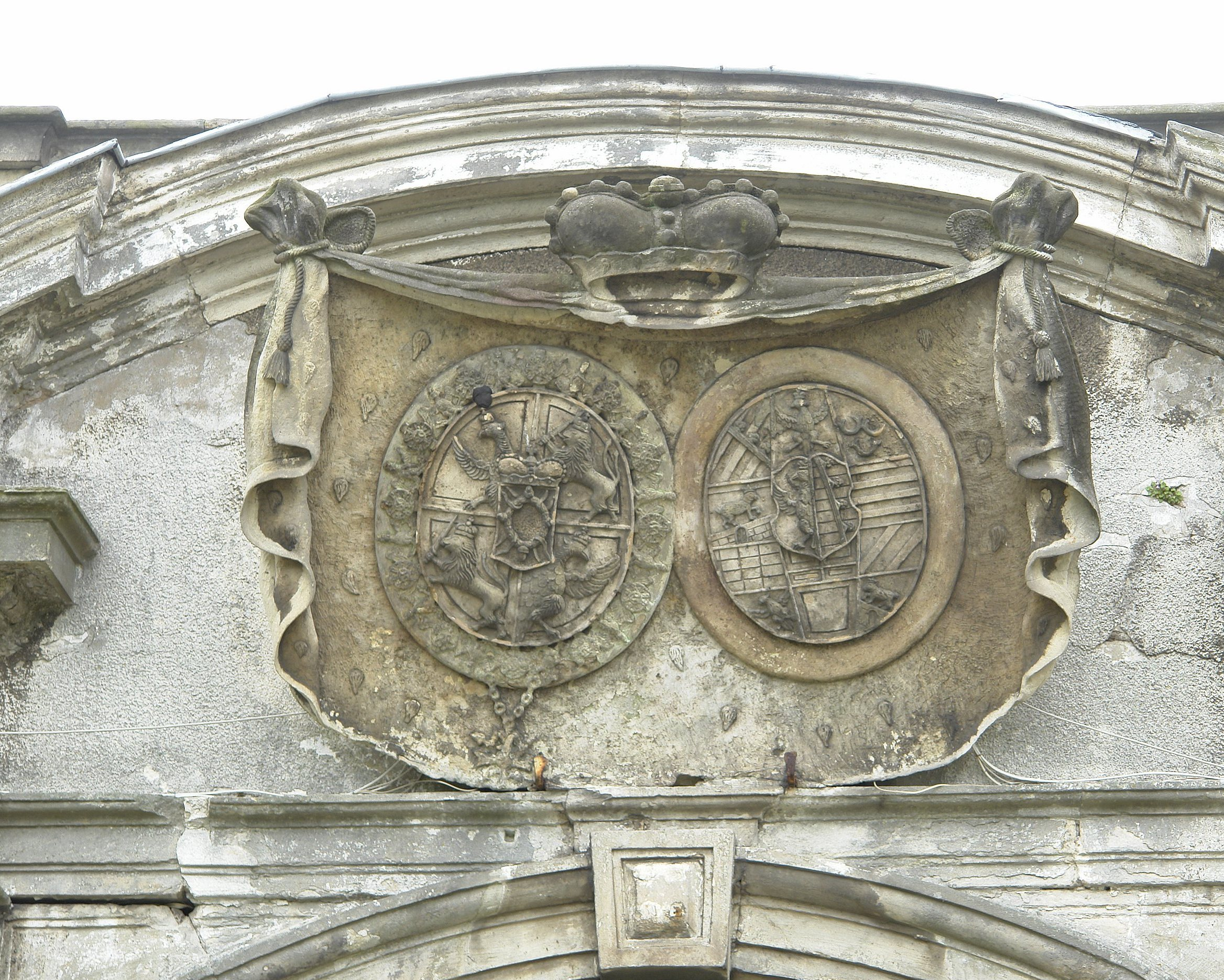
Herby Schönaich i Anhalt
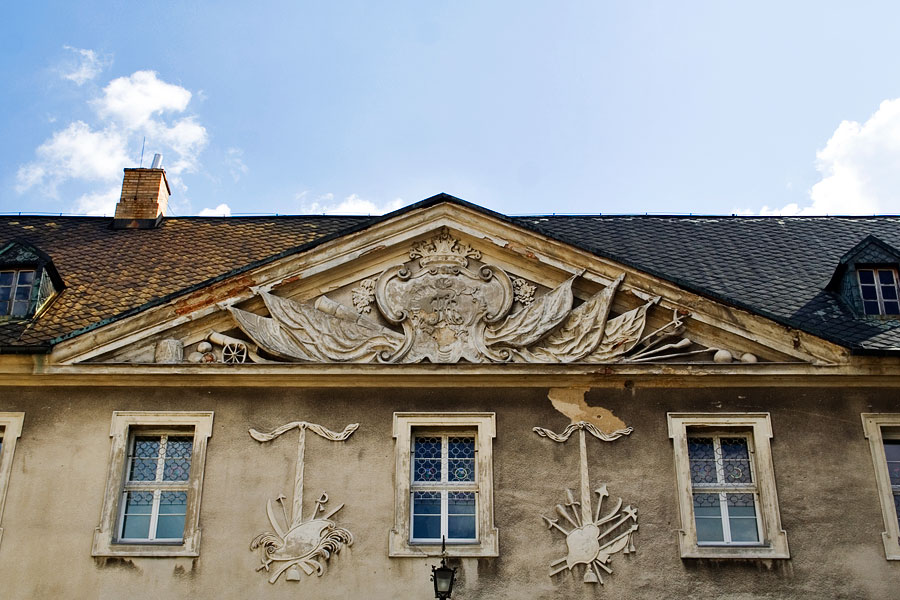
Kartusz z inicjałami
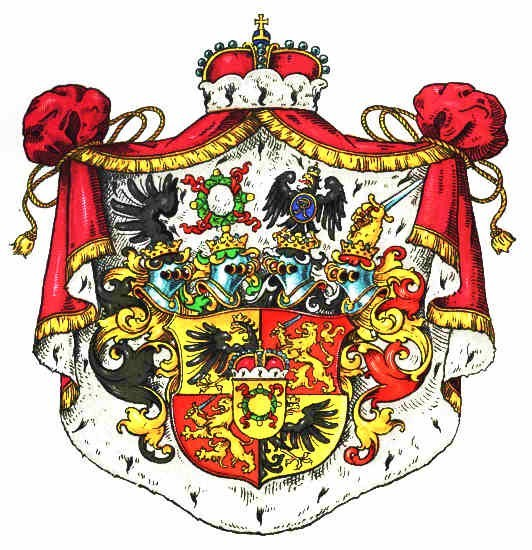
Herb Johanna Schönaich-Carolath
Herb Johanny Anhalt-Köthen
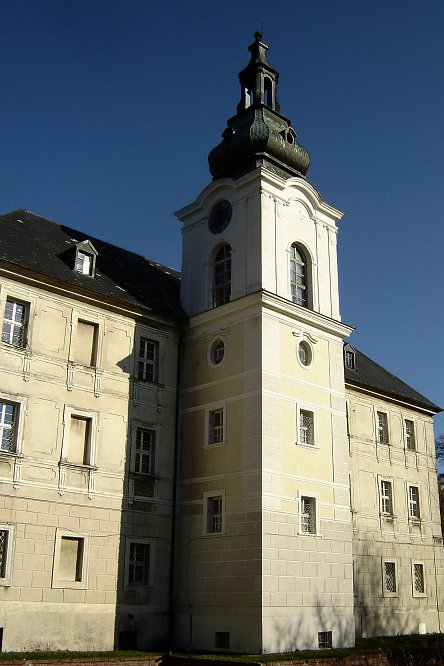
Wieża zaborskiego zamku